# Meister des Haintz Narr

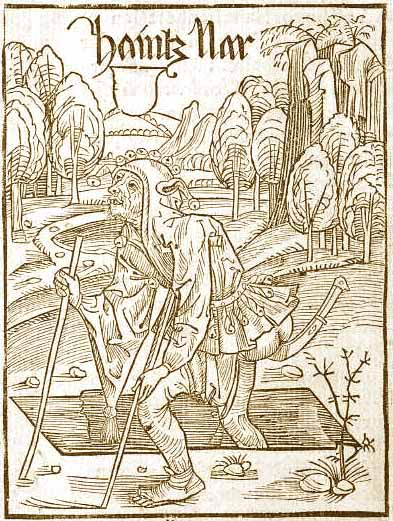
haintz nar

Als Meister des Haintz Narr wird ein um 1490 in Basel tätiger Holzschnitt-Meister bezeichnet. Dieser hat zwischen 15 oder 56 der insgesamt 158 Holzschnitte für das 1494 in Basel gedruckte Narrenschiff des Sebastian Brant geschaffen. Er erhielt seinen Notnamen nach dem mit Haintz-nar  beschrifteten Holzschnitt im 5. Kapitel dieses Werkes. Der Meister war mehrere Jahre an der Illustration verschiedener vorwiegend in Basel gedruckter Werke beteiligt.

## Werke (Auswahl)
- Sebastian Brant: Daß Narrenschyff ad Narragoniam. Basel, 1494.

Dem Meister des Haintz Narr werden u. a. Holzschnitte zur Illustration der folgenden Werke zugeordnet:
- Itinerarium seu peregrinatio beatae virginis Mariae. Ulm, ca. 1487–88
- Der löblichen fürsten und des lands österrich altharkomen und regierung. Basel, nach 1491
- Bertholdus : Das andechtig zitglögglyn des lebens vnd lide[n]s nach den vviiii stunden vßgeteilt. Basel 1492
- Christophorus Columbus: Epistola de insulis nuper inventis. Basel 1494